# Moenkhausia copei
Moenkhausia copei är en fiskart som först beskrevs av Franz Steindachner 1882.  Moenkhausia copei ingår i släktet Moenkhausia och familjen Characidae. Inga underarter finns listade i Catalogue of Life.